# 垣坂翔太
垣坂 翔太（かきさか しょうた、1月21日 - ）は、日本の男性声優。神奈川県出身。

## 概要
総合学園ヒューマンアカデミー卒業。
エンターテインメント声優ユニット「Chronowaltz」のメンバー。
マック・ミック、アクトルノワを経て、現在はフリーとして活動している。

## 出演

### テレビアニメ
2011年
- アスタロッテのおもちゃ!（店員）

2013年
- 八犬伝―東方八犬異聞―（村人）

2019年
- エガオノダイカ（ジョナ）

### ゲーム
- WAR OF BRAINS

### ドラマCD
- ツキウタ。ドラマ!その6（2015年）[3]

### ラジオ
- クロノワクエスト（2015年、HiBiKi Radio Station）メインパーソナリティ